# St. Peter (Revelstoke)

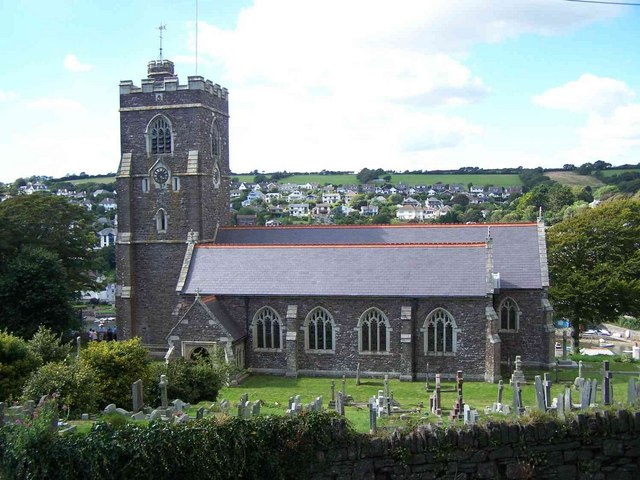
St. Peter Revelstoke

St. Peter (auch Church of St. Peter Revelstoke) ist eine neogotische anglikanische Pfarrkirche der Church of England in Noss Mayo in Devon. Sie ersetzt einen mittelalterlichen Vorgängerbau in Revelstoke, der sich in der Nähe als Ruine erhalten hat und als Kulturdenkmal der Kategorie Grade I eingestuft ist.

## Alt-St. Peter

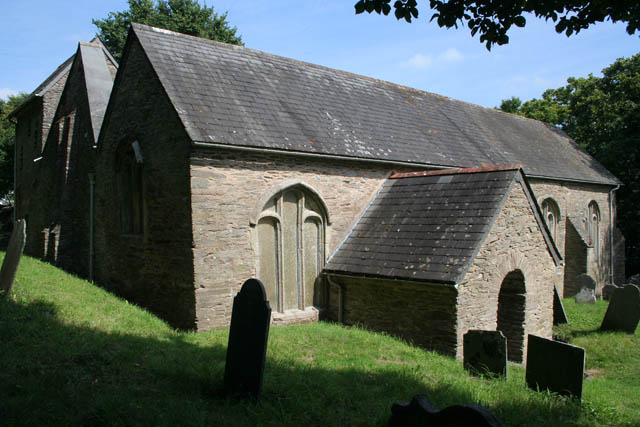
Alt-St. Peter

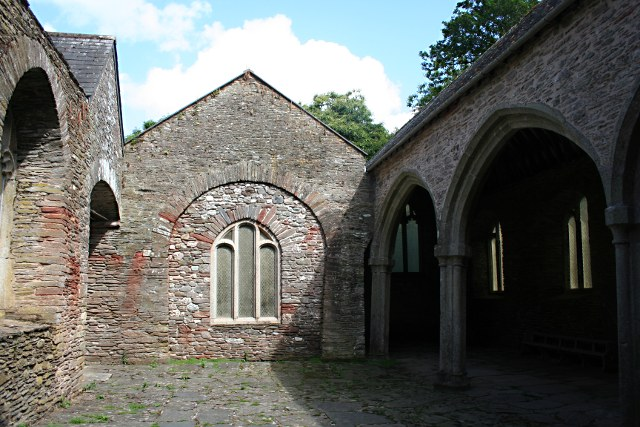
Im Inneren des Langhauses von Alt-St. Peter

St. Peter wurde erstmals im Jahre 1225 urkundlich erwähnt. Das Langhaus stammt aus dem 13. Jahrhundert; ihm wurden im 15. Jahrhundert ein südliches Seitenschiff und eine Vorhalle hinzugefügt. Zur selben Zeit gestattete der Bischof von Exeter, Edmund Lacy, die Anlage eines eigenen Friedhofs neben der Kirche. 1840 befand sich St. Peter in so baufälligem Zustand, dass die Gläubigen den Gottesdienst im benachbarten Noss Mayo in der Chapel of Ease besuchen mussten. Nach dem Bau der neuen Pfarrkirche entwickelte sich für die alte Kirche in der Bevölkerung die Bezeichnung St. Peter the Poor Fisherman. und die Kirche verfiel zusehends. 1972 wurde die Kirche in die Obhut des britischen Churches Conservation Trust genommen und 1973 grundlegenden Sicherungsmaßnahmen unterzogen. Gelegentlich finden dort noch Gottesdienste statt.

## Die neue Kirche
Da die Parochie Revelstoke ohne eigene Pfarrkirche war, ließ Edward Charles Baring, Lord Revelstoke, in Noss Mayo 1882 eine große neugotische Kirche für die Gemeinde errichten, die ebenfalls das Patrozinium des hl. Petrus trägt. Das Gotteshaus wurde als dreischiffige Kirche mit vorgesetztem Westturm errichtet. Der Chor ragt über die Seitenschiffe hinaus und besitzt einen geraden Chorschluss. Rund um die Kirche wurde ein neuer Friedhof errichtet. 1896 wurde in der kanadischen Pionierstadt Revelstoke eine anglikanische Pfarrkirche durch Baring errichtet, die ebenfalls dem hl. Petrus geweiht ist.